# شاویادی
شاویادی (به لاتین: Shavyady) یک منطقهٔ مسکونی در روسیه است که در باشقیرستان واقع شده‌است.